# اقازیارت
اقازیارت (فراهان)، روستایی از توابع شهرستان فراهان در استان مرکزی ایران است.

## جمعیت
این روستا در دهستان فرمهین قرار دارد و براساس سرشماری مرکز آمار ایران در سال ۱۳۸۵، جمعیت آن ۴۰۲ نفر (۹۹خانوار) بوده‌است.